# Turbelariate
Turbelariatele sau turbelariile (Turbellaria) (din latina turbella = vârtej mic) este o  clasă de viermi lați (platelminți) care cuprinde specii libere, foarte puține parazite, numite planarii. În majoritatea cazurilor  sunt acvatice, atât marine cât și dulcicole. Unele s-au adaptat chiar la viața terestră (pământ umed), devenind tericole. Turbelariatele sunt animale de dimensiuni mici, unele microscopice, majoritatea între 0,5 și 5 mm. Unele forme mai superioare au dimensiuni mai mari, de câțiva centimetri, iar unele specii terestre (triclade, policlade) ajung până la 50-60 cm lungime. Au corpul scurt și lat foarte mult turtit dorso-ventral cu aspectul de frunză de diferite forme, mai înguste sau mai late, uneori netede, alteori cu   diferite  papilații. Corpul este transparent sau opac, pigmentat sau incolor și este  acoperit de o epidermă unistratificată, de obicei ciliată; cilii vibratili au rol în mișcare. Tegumentul este bogat în glande a căror secreție are rol în locomoție, imobilizarea prăzii, apărare, fabricarea chiștilor în condiții neprielnice. Sistemul nervos și organele de simț sunt bine dezvoltate. Nu au sistem respirator și circulator. Respirația este tegumentară. Circulația are loc prin lacunele cavității corpului. Sunt organisme hermafrodite (în general proterandrice), reproducându-se atât sexuat, cât și asexuat prin diviziune transversală. În timpul verii se reproduc asexuat. Către toamnă se diferențiază organele sexuale. Fecundația este internă și încrucișată. Denumirea grupului vine de la ectodermul ciliat cu ciliatură care produce mici vârtejuri în apă în timpul deplasării (lat. turbella - vârtej mic). În România acest grup de viermi lați a fost studiat de academicianul Radu Codreanu.